# Chinocossus acronyctoides
Chinocossus acronyctoides is een vlinder uit de familie van de Houtboorders (Cossidae). De wetenschappelijke naam van de soort is voor het eerst  gepubliceerd in 1879 door Frederic Moore.

## Verspreiding
De soort komt voor in Pakistan, India, China (Yunnan, Hunan, Anhui, Jiangxi, Guangxi) en Vietnam.

## Waardplanten
De rups leeft op Tamarix articulata (Tamaricaceae).